# Hunter Valentine
Hunter Valentine è una band indie rock nata a Toronto nel 2004 e in seguito trasferita a New York per lavorare con l'etichetta Tommy Boy. Il gruppo ha acquistato popolarità soprattutto grazie alla partecipazione alla terza stagione del reality show The Real L Word, trasmesso dall'emittente Showtime.

## Formazione

### Formazione attuale
- Kiyomi McCloskey - voce, chitarra
- Laura Petracca - batteria
- Leanne Bowes - basso
- Lisa Bianco - chitarra, tastiera

### Ex componenti
- Adrienne Lloyd - basso
- Verónica Sánchez - basso
- Somer Bingham - chitarra, tastiera
- Aimee Bessada - chitarra, tastiera

## Discografia

### Album in studio
- 2007 - The Impatient Romantic
- 2012 - Collide and Conquer

### EP
- 2005 - Hunter Valentine EP
- 2010 - Lessons from the Late Night
- 2016 - The Pledge